# المقاتل النهائي: الضاربون الثقيلون
المقاتل النهائي: الضاربون الثقيلون (بالإنجليزية: The Ultimate Fighter: Heavy Hitters)‏ المعروف أيضًا باسم المقاتل النهائي 28 (بالإنجليزية: The Ultimate Fighter 28)‏ هو جزء من سلسلة تلفزيون الواقع التي أنتجتها يو إف سي. أقيمت نهائيات بطولة الموسم في 30 نوفمبر 2018، في منتجع بالمز كازينو على قناة فوكس سبورتس 1.